# Banco de Venecia

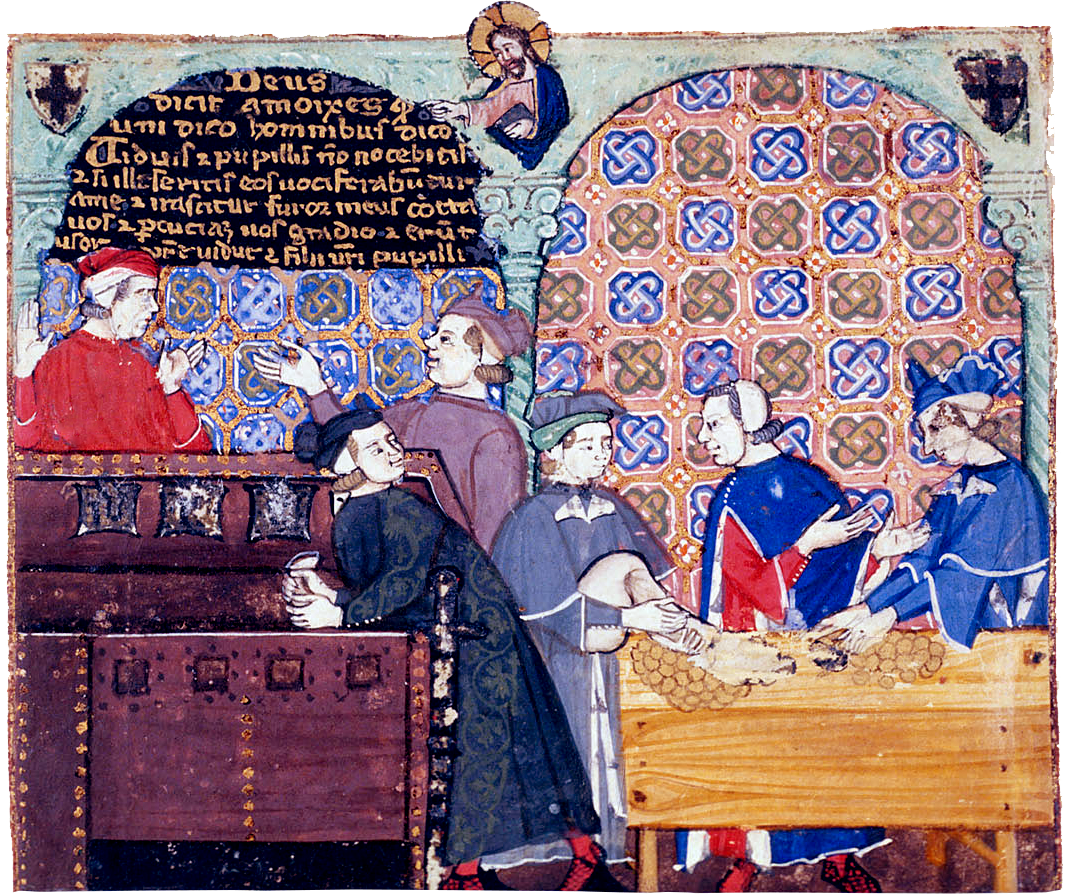
Manuscrito del que representa a los banqueros en una casa de contabilidad italiana.

El Banco de Venecia fue el primer banco nacional establecido dentro de las fronteras de Europa. El primer banco se estableció en Venecia con garantía del Estado en 1157.
Según Macardy, el establecimiento del banco se debió a la agencia comercial de los venecianos, que actuó en interés de los cruzados del papa Urbano II. La razón se da por otra parte debido a los costos de la expansión del imperio bajo el dux Vitale II Michiel, y para aliviar la carga financiera posterior sobre la república  se hizo necesario "un préstamo forzoso". Este tipo de préstamo significaba que el gobierno podía tomar préstamos en especie de entre sus ciudadanos adinerados, manteniendo la información de lo tomado en un libro de registro sobre las cantidades que debía a los ciudadanos, pero sin emitir pruebas de endeudamiento. A tal efecto, se creó la Cámara de Préstamos, para administrar los asuntos relacionados con los préstamos forzosos, en cuanto a la devolución de la prestación al cuatro por ciento de interés y continuó hasta que el banco dejó de operar durante la invasión francesa de 1797.